# Maître à bord
Maître à bord (titre original : Master and Commander) est un roman historique de Patrick O'Brian paru en 1969, dont l'histoire se déroule au début des guerres napoléoniennes. 
C'est le premier tome de la série des Aubreyades.

## Résumé
Le premier lieutenant John « Jack » Aubrey, en poste à Minorque, est promu lieutenant de vaisseau et capitaine du sloop-of-war Sophie.

## Éditions deMaître à bord

### Éditions anglophones
Éditions originelles seulement.
- (en) Patrick O'Brian, Master and commander, Philadelphie, Lippincott, 1969
- (en) Patrick O'Brian, Master and commander, Londres, Collins, 1970

### Éditions françaises
- Patrick O'Brian (trad. Jean-Charles Provost), Maître à bord, Paris, Presses de la Cité, coll. « Roman », 1996 (ISBN 2-258-04174-0)
- Patrick O'Brian (trad. Jean-Charles Provost), Maître à bord. Capitaine de vaisseau, Paris, France loisirs, 1997 (ISBN 2-7441-0701-8)
- Patrick O'Brian (trad. Jean-Charles Provost), Maître à bord, Paris, Pocket (no 10429), 1998 (ISBN 2-266-08199-3)
- Patrick O'Brian (trad. Jean-Charles Provost et Florence Herbulot, préf. Hubert Prolongeau), Les aventures de Jack Aubrey, vol. 1 : Maître à bord. Capitaine de vaisseau. La « Surprise ». Expédition à l'île Maurice, Paris, Omnibus, 2000 (réimpr. 2010) (ISBN 2-258-05473-7 et 978-2-258-08422-3)